# Esteve Rodríguez-Miró i Sabater
Esteve Rodríguez-Miró (Reus, febrer de 1744 - Bergara, 4 de juny de 1795), també conegut com Esteve Miró, va ser un militar al servei de Carles III i Carles IV i governador de Louisiana (1782-1791).
Miró va ser el governador que va estar més temps en el càrrec durant el domini espanyol de Louisiana (1764-1803). Va acollir els colons francesos d'Acàdia i s'hi va establir també una colònia de catalans. Casat amb Marie Céleste Éléonore de Macarty, d'una família prominent de Nova Orleans, va ser popular entre la població.

## Orígens
Va ser batejat a Reus el 17 de febrer de 1744, fill de Francesc Miró i de Maria Sabaté.
El 1760 va ingressar a l'exèrcit com a cadet, participant en la campanya de Portugal el 1762, durant la Guerra dels Set Anys. En el tractat de París que posava fi a la guerra, França va cedir a Espanya la colònia nord-americana de Louisiana.
Miró va ser destinat durant vuit anys a Mèxic com a ajudant de camp, tornant a Espanya com a lloctinent. El 1775 va participar en la campanya d'Alejandro O'Reilly a Algèria.
El 1778 va ser destinat a Louisiana com a tinent coronel en funcions, sent l'oficial de major rang després del governador Bernardo de Gálvez. En la guerra contra la Gran Bretanya, durant la Guerra d'Independència dels Estats Units, Miró va acompanyar Gálvez en la campanya del Mississipi i va participar en la conquesta de Mobile i Pensacola. El 1781 va ser nomenat coronel.

## Governador

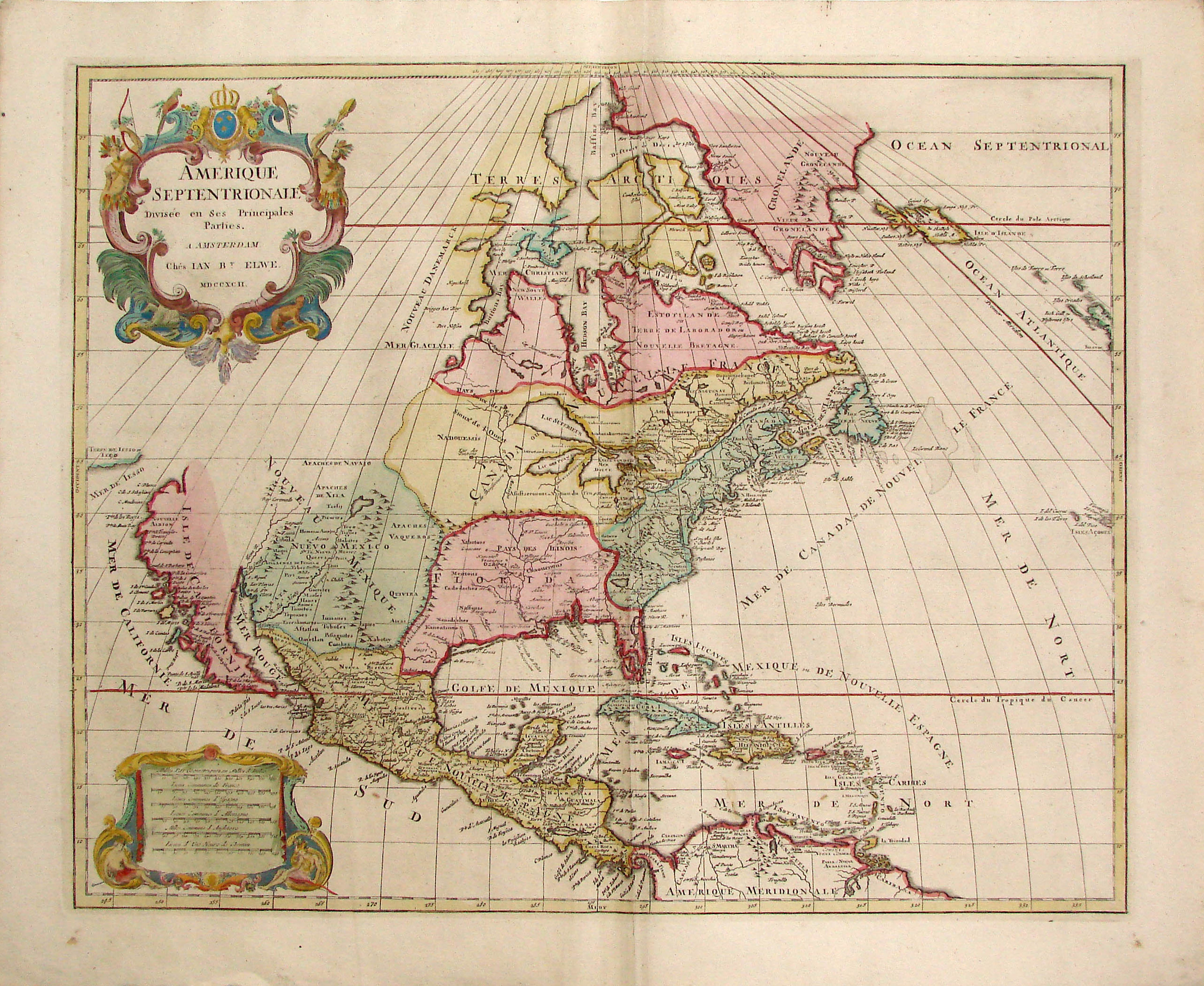
Extensió de Louisiana i Florida el 1792

El 20 de gener de 1782, Gálvez es va desplaçar a Haití per preparar la invasió de Jamaica, i va deixar a Miró com a governador en funcions de Louisiana. Un cop acabada la guerra i nomenat Gálvez com a virrei de Nova Espanya, Miró va ser confirmat com a governador el 19 d'agost de 1785.
Miró va haver de fer front als pirates del riu Mississipi, cosa que el va portar a tancar el trànsit als ciutadans nord-americans el 1784, ja que no existia cap acord fronterer. Va donar suport a James Wilkinson, de Kentucky, que pretenia la secessió dels territoris nord-americans de la riba del Mississipi per obtenir un acord avantatjós amb Espanya. Finalment, el Consell d'Índies va cedir en la disputa de la frontera nord de Louisiana i va reobrir el trànsit pel riu.
El març de 1788 es va produir un gran incendi a Nova Orleans que va destruir 856 dels 1.100 edificis de la ciutat. Miró va reaccionar ràpidament proporcionant allotjament provisional i planificant la reconstrucció de l'emblemàtic barri francès (Vieux Carré).
La primavera de 1789, Miró va fer empresonar i deportar el frare caputxí Antonio de Sedella. Era el vicari de la catedral de Saint-Louis, en absència del bisbe Ciril de Barcelona, i comissionat per la Inquisició espanyola per organitzar un tribunal a Nova Orleans.
Miró va concedir l'establiment de Nueva Madrid com a lloc fortificat comercial nord-americà. El 1791 es va crear l'establiment de Fort Miró, després reanomenat Monroe.
Miró va afavorir el desenvolupament comercial de Nova Orleans. Durant el seu mandat la colònia va augmentar de 7.500 a 50.000 habitants. Va afavorir la integració dels protestants angloparlants en l'activitat comercial de Nova Orleans. D'Espanya s'hi van establir molts canaris, anomenats isleños, com a pescadors, i un grup notable de comerciants catalans. Un grup important van ser els acadians, uns 10.000 anomenats cajun, que havien estat expulsats d'Acàdia pels britànics.

## Retorn a Espanya
El 30 de desembre de 1790 va ser substituït pel baró de Carondelet i va tornar a Espanya.
Entre 1792 i 1793 va ser a la cort com a conseller sobre Louisiana. Durant aquest temps va escriure la seva experiència a Descripción de la Luisiana.
El 1793 va ser promogut a general i va participar en la Guerra Gran (1793-1795) contra França en la frontera dels Pirineus, on va morir el juny de 1795 de causes naturals.
Un nebot seu, Vicenç Folch de Juan (Reus 1755 - L'Havana 1829) va ser governador de la Florida Occidental entre 1796 i 1811.